# Diocesi di Coroatá
La diocesi di Coroatá (in latino Dioecesis Coroatensis) è una sede della Chiesa cattolica in Brasile suffraganea dell'arcidiocesi di São Luís do Maranhão. Nel 2023 contava 468.855 battezzati su 612.700 abitanti. È retta dal vescovo Sebastião Bandeira Coêlho.

## Territorio
La diocesi comprende 16 comuni nella parte centrale dello Stato brasiliano di Maranhão: Coroatá, Alto Alegre do Maranhão, Anajatuba, Arari, Cantanhede, Codó, Itapecuru Mirim, Matões do Norte, Miranda do Norte, Nina Rodrigues, Peritoró, Pirapemas, Presidente Vargas, São Mateus do Maranhão, Timbiras e Vargem Grande.
Sede vescovile è la città di Coroatá, dove si trova la cattedrale di Nostra Signora della Pietà.
Il territorio si estende su 19.071 km² ed è suddiviso in 23 parrocchie.

## Storia
La diocesi è stata eretta il 26 agosto 1977 con la bolla Qui benevolentissimi Dei di papa Paolo VI, ricavandone il territorio dall'arcidiocesi di São Luís do Maranhão.
Il 19 luglio 2001 ha ingrandito il proprio territorio con il comune di Alto Alegre do Maranhão già appartenuto alla diocesi di Bacabal.

## Cronotassi dei vescovi
Si omettono i periodi di sede vacante non superiori ai 2 anni o non storicamente accertati.
- Reinaldo Ernst Enrich Pünder † (5 maggio 1978 - 16 gennaio 2011 deceduto)
- Sebastião Bandeira Coêlho, succeduto il 16 gennaio 2011

## Statistiche
La diocesi nel 2023 su una popolazione di 612.700 persone contava 468.855 battezzati, corrispondenti al 76,5% del totale.
| anno | popolazione | popolazione | popolazione | presbiteri | presbiteri | presbiteri | presbiteri                | diaconi | religiosi | religiosi | parrocchie |
| anno | battezzati  | totale      | %           | numero     | secolari   | regolari   | battezzati per presbitero | diaconi | uomini    | donne     | parrocchie |
| ---- | ----------- | ----------- | ----------- | ---------- | ---------- | ---------- | ------------------------- | ------- | --------- | --------- | ---------- |
| 1980 | 367.000     | 416.000     | 88,2        | 10         | 10         |            | 36.700                    |         | 2         | 26        | 10         |
| 1990 | 389.600     | 458.451     | 85,0        | 20         | 16         | 4          | 19.480                    |         | 4         | 36        | 17         |
| 1999 | 356.000     | 445.000     | 80,0        | 20         | 16         | 4          | 17.800                    |         | 4         | 48        | 19         |
| 2000 | 349.805     | 429.775     | 81,4        | 22         | 17         | 5          | 15.900                    |         | 7         | 46        | 19         |
| 2001 | 373.192     | 466.490     | 80,0        | 25         | 22         | 3          | 14.927                    |         | 7         | 54        | 19         |
| 2002 | 374.065     | 467.570     | 80,0        | 24         | 20         | 4          | 15.586                    |         | 7         | 55        | 19         |
| 2003 | 380.173     | 475.217     | 80,0        | 25         | 21         | 4          | 15.206                    |         | 7         | 52        | 19         |
| 2004 | 383.589     | 479.487     | 80,0        | 29         | 24         | 5          | 13.227                    |         | 24        | 49        | 19         |
| 2006 | 401.134     | 501.418     | 80,0        | 31         | 25         | 6          | 12.939                    |         | 22        | 51        | 19         |
| 2013 | 435.000     | 544.000     | 80,0        | 36         | 30         | 6          | 12.083                    |         | 17        | 53        | 22         |
| 2016 | 445.600     | 557.500     | 79,9        | 37         | 31         | 6          | 12.043                    | 4       | 10        | 51        | 25         |
| 2019 | 456.370     | 570.950     | 79,9        | 37         | 29         | 8          | 12.334                    | 16      | 29        | 50        | 23         |
| 2021 | 463.600     | 580.000     | 79,9        | 36         | 27         | 9          | 12.877                    | 15      | 14        | 50        | 23         |
| 2023 | 468.855     | 612.700     | 76,5        | 44         | 37         | 7          | 10.655                    | 24      | 12        | 34        | 23         |